# Wohn- und Wirtschaftsgebäude Sethlerhemmer Fährweg 5
Das Wohn- und Wirtschaftsgebäude Sethlerhemmer Fährweg 5 an der Oste in der niedersächsischen Kleinstadt Hemmoor östlich vom Dorf Basbeck, auch Sethlerhemmer Straße 75, Samtgemeinde Hemmoor, im Landkreis Cuxhaven, stammt vom Anfang des 19. Jahrhunderts.
Aktuell (2024) wird es als Wohnhaus und wohl gewerblich genutzt.
Das Gebäude steht unter Denkmalschutz (siehe auch Liste der Baudenkmale in Hemmoor).

## Geschichte und Beschreibung
Hemmoor ging 1968 aus den sechs ehemals selbständigen Gemeinden Basbeck, Warstade, Hemm, Westersode, Hemmoor und Heeßel hervor. Sethlerhemm war ein kleiner Ort direkt an der Oste, der zu Basbeck gehörte. Zwischen Sethlerhemm und dem Haus Hörn (in Großenwörden) verkehrte bis 1961 eine Prahmfähre, deshalb Fährweg.
Das eingeschossige giebelständige Wohn- und Wirtschaftsgebäude als Zweiständer-Hallenhaus mit Unterrähm in gleichmäßigem Fachwerk mit Steinausfachungen und mit reetgedecktem Satteldach wurde 1810 (Inschrift) gebaut und im Kern wohl 1760. Der Wirtschaftsgiebel mit Uhlenloch und der korbbogenförmigen Grooten Door wurde im oberen Dreieck regionaltypisch horizontal verbrettert. Nord- und Südtraufe des Wirtschaftsteils wurde um 1900, der Wohngiebel nach 1945 massiv erneuert; der Giebel erhielt im oberen Dreieck eine Reetdeckung. In der zweiten Hälfte des 19. Jahrhunderts diente das Haus auch als Schule von Sethlerhemm.
Das Landesdenkmalamt befand u. a.: „… ortsgeschichtlicher, gebäudetypischer und straßenbildprägender Zeugniswert … .“